# Frauen und Film
Frauen und Film ist eine feministische Filmzeitschrift. Sie gilt als das wichtigste deutschsprachige Forum zur Diskussion feministischer Filmtheorie.
Die Zeitschrift wurde 1974 von der Regisseurin Helke Sander in Berlin gegründet und erschien bis 1982 im Rotbuch Verlag. Der Gründung ging das 1. Internationale Frauenfilmseminar 1973 im Arsenal (Kino) voraus, konzipiert und organisiert von Helke Sander und Claudia von Alemann. 1983 übernahmen die Kino-Philosophin Heide Schlüpmann und Filmkuratorin Karola Gramann die Redaktion der Zeitschrift und der Redaktionssitz wurde nach Frankfurt am Main verlegt.
Seit dem Umzug nach Frankfurt erschien Frauen und Film im Verlag Stroemfeld/Roter Stern (Frankfurt am Main), zeitweise im halbjährlichen Rhythmus. Seit Ende der 1980er Jahre umfassen die einzelnen kleinformatigen Hefte der Zeitschrift oft um 150 Seiten und mehr. Nach längerer Pause erschien Frauen und Film wieder im September 2011 zu dem Thema „Sexualität im Film“, herausgegeben von Annette Brauerhoch, Doris Kern und Heike Klippel.
Anlässlich des 25-jährigen Bestehens der Zeitschrift gab der Verlag zusammen mit Heft 62 eine CD-ROM mit einem umfangreichen digitalen Register für alle bis dahin erschienenen Hefte heraus, welches eine Suche in den Heften ermöglicht nach Orten von Beiträgen aller Autoren, Personennamen im Allgemeinen sowie den erwähnten Filmtiteln.
Nach der Insolvenz des Stroemfeld-Verlags 2018 erscheint die Zeitschrift seit 2021 im AvivA Verlag. Mit der Rückkehr nach Berlin kündigte der Verlag die Wiederausrichtung der Zeitschrift auf die „Tradition der Frankfurter Schule mit Fokus auf Filmtheorieentwicklung und Filmgeschichtsschreibung“ an, welche bereits mit dem Umzug nach Frankfurt vorgenommen wurde.
Insgesamt sind bisher (Stand November 2023) 71 Hefte herausgegeben worden, Heft 71 hat das Thema: „Feministische Ökonomien“.